# Monolepta gerstaeckeri
Monolepta gerstaeckeri es una especie de insecto coleóptero de la familia Chrysomelidae.
Fue descrita científicamente en 2001 por Wagner.